# Монастырский, Фёдор Васильевич
Фёдор Васи́льевич Монасты́рский (28 февраля 1902, Кисловодск, Кавказская губерния — 1989, Москва) — советский партийный деятель, политработник, капитан 1-го ранга, участник гражданской войны, участник Великой Отечественной войны. Военный мемуарист.

## Биография
Родился в семье плотника. В 1908 его семья переехала в Орск. Весной 1918 года 16-летний Федор вступил в Орскую рабочую дружину, которая в июле стала 2-м батальоном Орского стрелкового полка. В ноябре 1918 вступил в ряды РКП(б). Участвовал в обороне Орска в июле-сентябре 1918, в Салмышском бою в апреле 1919 в качестве стрелка, пулемётчика, пулемётного наводчика. В декабре 1919 — марте 1922 года служил в органах ВЧК. С марта 1922 по октябрь 1925 был призван в РККФ по комсомольскому набору. В 1926—1933 годах учился в Ленинградском коммунистическом университете, был на партийной работе в Мордовии и Оренбуржье.
В сентябре 1933 мобилизован Орским военкоматом в РККА на политработу. По окончании военно-политических курсов военкомов при Военно-политической академии им. В. И. Ленина в Ленинграде служил на Черноморском флоте. Великую Отечественную войну встретил в должности начальника политотдела Военно-морского училища береговой обороны имени ЛКСМУ в Севастополе.
В сентябре 1941 года стал военком 9-й бригады морской пехоты Черноморского флота. После Керченско-Феодосийской десантной операции - начальник политического отдела Керченской военно-морской базы. Участвовал в боях под Керчью. После катастрофы Крымского фронта  на 15 мая 1942 года нужно было удерживать рубежи под Керчью, чтобы дать эвакуироваться основной части наших войск. Утром на нашем правом фланге создалась тяжелая обстановка, не выдержав сильного артиллерийского огня, подразделения стали отходить. Положение спас комиссар Монастырский, который организовал контратаку и приостановил продвижение врага. Затем по его приказу сюда перебросили 3 броневика, которые укрепили оборону.
В районе крепости Керчь, отрезанными от основных сил Крымского фронта, оказались остатки частей и подразделений. Эти люди были неуправляемы, они заняли Ак-Бурунские каменоломни. Монастырский Ф. В. при общёнии с историком В. В. Абрамовым в Керчи рассказывал: ".. Я хотел их использовать в боевых действиях на передовой, которая находилась рядом. Но все было напрасно, никто не хотел мне подчиняться... ... После перенесенных ужасов — бомбежки, артобстрела, панического отхода — страх просто сковал этих людей, и они не могли покинуть безопасное убежище".
После оставления Таманского полуострова участвовал в обороне Кавказа. В 83-й бригаде морской пехоты, в 3-м горно-стрелковом корпусе. Участвовал в боях под Туапсе. Был дважды тяжело ранен. В феврале 1943 принимал участие в боях на плацдарме под Новороссийском на плацдарме «Малая Земля». Находился в подчинении по линии политорганов и неоднократно встречался в расположении бригады с начальником политотдела 18-й армии Л. И. Брежневым. Участвовал в освобождении Крыма. С мая по август 1944 3-й стрелковый корпус 56-й Армии, на тот момент переформированой в Приморскую армию второго формирования, в котором Монастырский был заместителем командира по политчасти, выполнял в Крыму спецзадание — силовое обеспечение для операции НКВД по депортации крымских татар. Затем был переброшен на территорию Польши в состав 4-го Украинского фронта.
После войны до 1955 продолжал службу в ВМС СССР. В отставку вышел в звании капитана 1-го ранга. На пенсии написал книгу воспоминаний «Земля, омытая кровью» (1961). Жил в Москве, в пятикомнатной квартире в доме на Малой Дмитровке. Поддерживал связи с бойцами 83-й дважды Краснознаменной, ордена Суворова Новороссийско-Дунайская отдельной стрелковой бригады морской пехоты, историографом которой он выступил.
Писатель, ветеран 83-й бригады морской пехоты Г. В. Соколов писал: "Новороссийский музей, бывший начальник политотдела десантной группы войск полковник А. Рыжов, бывший заместитель по политчасти 83-й морской бригады полковник Ф. Монастырский и я взялись за розыски малоземельцев. В течение нескольких лет мы собирали адреса. К двадцатой годовщине освобождения Новороссийска мы собрали свыше трехсот адресов участников боев на Малой земле. Горком КПСС и горисполком послали всем им поздравительные телеграммы по случаю знаменательной даты и пригласили приехать".
Неоднократно бывал на родине в Орске. Умер в Москве от инсульта.
Сын ветерана считал, что его убила невестка, балерина Большого театра Ирина Дмитриева - якобы она толкнула Федора Монастырского, тот ударился о холодильник, упал, получил инсульт и умер. Семейный конфликт впоследствии привёл к криминальной развязке - к заказу на убийство.

## Награды
Награды СССР
- юбилейная медаль «XX лет Рабоче-Крестьянской Красной Армии», 1938
- орден Красной Звезды 24.07.1942,
- орден Красной Звезды 13.12.1942,
- медаль За оборону Севастополя 1942,
- орден Красного Знамени 30.04.1943,
- орден Отечественной войны I степени 09.10.1943,
- орден Отечественной войны II степени 23.05.1944,
- орден Красной Звезды 03.11.1944,
- орден Отечественной войны I степени 06.11.1944,
- медаль За оборону Кавказа 1944,
- орден Богдана Хмельницкого II степени 21.05.1945,
- медаль «За победу над Германией в Великой Отечественной войне 1941—1945 гг.», 1945,
- орден Красного Знамени 05.11.1946,
- орденом Ленина 27.12.1951,
- орден Красного Знамени 30.12.1956,
- орден Отечественной войны I степени, 1985
- медали

## Семья
- сын — Монастырский Леонид Фёдорович (7 марта 1940 — 2023) — советский и казахстанский актёр театра и кино, режиссёр, заслуженный артист Казахской ССР[5].